# Рухну (аеродром)
Аеродром Рухну ((IATA: URE, ICAO: EERU)) — аеродром на острові Рухну в Естонії. Аеродром розташований на південь від острова, за 69 км на південний схід від Курессааре, біля села Рінгсу. Він належить тій же компанії, що й аеропорт Курессааре, розташований за 70 км північніше, на острові Сааремаа.

## Огляд
Аеродром має одну злітно-посадкову смугу 13/31, довжиною 600×20 м із трав'яним покриттям. Злітно-посадкова смуга не має посадкових вогнів. Аеродромом керує AS Tallinna Lennujaam Kuressaare lennujaam.

## Авіалінії та напрямки
Наступні авіакомпанії виконують внутрішні регулярні рейси на аеродромі Рухну:
| Авіакомпанія           | Пункт призначення |
| ---------------------- | ----------------- |
| Diamond Sky            | Курессааре        |
| FLN Frisia Luftverkehr | Сезонний: Пярну   |